# Quatre Korales
Quatre Korales fou el nom donat pels portuguesos al territori a l'est-nord-est de Colombo, format per quatre districtes natius (Korales). El territori anava inicialment entre Colombo i les zones del interior, però amb el temps els dos korales més propers a la costa a l'est de Colombo foren incorporats al domini directe (Sapiti i Hewagam) i sota els portuguesos el seu territori era més reduït, limitat a les zones del interior al nord-est de Colombo, tenint al sud el territori de Tres Korales.